# Firefox for Android
Firefox for Android (codenaam: Fennec, voorheen Firefox for mobile) is een webbrowser voor mobiele telefoons en pda's. Het is de mobiele versie van Mozilla Firefox. De mobiele versie is ook beschikbaar voor Windows, macOS en Linux (voor testdoeleinden). De codenaam Fennec is afgeleid van de fennek-vos (Engels: Fennec Fox), een kleine woestijnvos.

## Kenmerken
Naast de mogelijkheden die Firefox reeds heeft, zijn er voor de mobiele versie nog enkele nieuwe mogelijkheden ontwikkeld.
- Startpagina: de startpagina van Firefox for mobile maakt gebruik van Session Restore, waardoor bij het opstarten van Firefox de openstaande tabbladen van de vorige sessie getoond worden. Indien men Firefox Sync geïnstalleerd heeft, kan men de tabbladen synchroniseren met de andere computers.
- Locatiebewust navigeren: indien men op een website terechtkomt die gebruikmaakt van locatiebewust navigeren, kan Firefox informatie over de locatie doorgeven. Dit gebeurt enkel wanneer de gebruiker hier toestemming voor geeft.
- Add-ons: Alle add-ons voor Firefox zijn ook mobiel beschikbaar.
- Taal: de mobiele versie van Firefox is in meer dan 30 vertalingen beschikbaar.
- Aanraakscherm: mobiele gebruikers met een aanraakscherm hebben de mogelijkheid om naar beide zijkanten te scrollen. Hiermee krijgen ze toegang tot een lijst van openstaande tabbladen en browsercontrols. Door een link aan te tikken en ingedrukt te houden, kan de link in een nieuw tabblad geopend worden of kan een afbeelding opgeslagen worden.
- Inzoomen: inzoomen doet men door tweemaal het scherm aan te tikken. Bij de Nokia N900 kan men ook inzoomen door gebruik te maken van de volumeknop.
- Weinig typen: voor de mobiele Firefox heeft men ervoor gezorgd dat gebruikers zo weinig mogelijk moeten typen. Een spellingchecker controleert op tik- en spelfouten.

## Prestaties
De ontwikkelaars van Firefox hameren steeds op het verbeteren van de prestaties. Dat doen ze aan de hand van twee principes, "elektrolyse" en "lagen".
Het begrip "elektrolyse" staat voor het scheiden van de interface en het weergeven van de website. Dit wil zeggen dat de interface altijd zou moeten blijven reageren, hoe druk de applicatie ook bezig is met het weergeven van een website.
De "lagen" laten de weergave van video of animaties en het scrollen of zoomen op websites een stuk vloeiender verlopen. Mozilla is nog bezig om hierbij de grafische chip van de telefoons in te schakelen, waardoor de browse-ervaring een stuk prettiger zou moeten worden.

## Platformen

### Maemo
Op 28 januari 2010 werd Fennec 1.0 uitgebracht. Deze versie werd ontwikkeld voor Nokia Maemo en kon enkel gebruikt worden met de Nokia N900.
Hierop volgde de Fennec v1.1. De eerste bètaversie werd op 19 april 2010 uitgebracht. Een van de doelen was het verbeteren van de gebruikersomgeving inzake feedback. De focus voor versie 1.1 lag voornamelijk bij het minimaliseren van het platformwerk om naar een front-end ontwerp te gaan. De Fennec v1.1 RC werd op 18 mei 2010 uitgebracht. De ondersteuning voor Maemo is stopgezet.

### Android
Firefox for mobile alfa 1 werd op 27 augustus 2010 uitgebracht. Op 7 oktober 2010 werd bèta 1 voor Android uitgebracht. Deze werd geoptimaliseerd voor de Nexus One en andere telefoons met een ARMv7-CPU van 1 GHz en 800x480-display. Daarnaast vereist het systeem Android 2.0 of hoger, OpenGL ES2.0, 256 MB RAM en 40 MB beschikbaar telefoongeheugen.
Fennec 2.0 was ook beschikbaar voor Nokia Maemo.

### Andere platformen
- Windows Mobile: aanvankelijk was er ook het plan bij Mozilla om Firefox te ontwikkelen voor Windows Mobile. Men heeft hier ook een eerste alfaversie voor uitgebracht. Maar Microsoft besliste om de ontwikkeling van aangeboren applicaties stop te zetten. Hierdoor was het niet meer mogelijk voor Mozilla om Firefox voor Windows Phone 7 te voorzien, en heeft men de ontwikkeling hiervoor stopgezet.
- iOS (iPhone, iPad en iPod): omdat de iOS SDK agreement kit eist dat applicaties gebruikmaken van Apples JavaScript-engine, zijn er geen plannen om een volledige versie van Firefox voor iOS te voorzien. Daarnaast is er wel Firefox Home beschikbaar voor iPhone, waarmee bladwijzers kunnen gesynchroniseerd worden.
- Symbian: aanvankelijk waren er ook plannen om hiervoor Firefox te ontwikkelen. Dit project werd stopgezet.
- WebOS: ook hiervoor zijn momenteel geen plannen.
- Mozilla Firefox: voor desktop.